# كلود بوير
كلود بوير (بالفرنسية: Claude Boyer)‏ هو كاتب مسرحي وشاعر فرنسي، ولد في 1618 في ألبي في فرنسا، وتوفي في 22 يوليو 1698 في باريس في فرنسا.

## وصلات خارجية
- كلود بوير على موقع ميوزك برينز (الإنجليزية)